# Sylwia Winnik

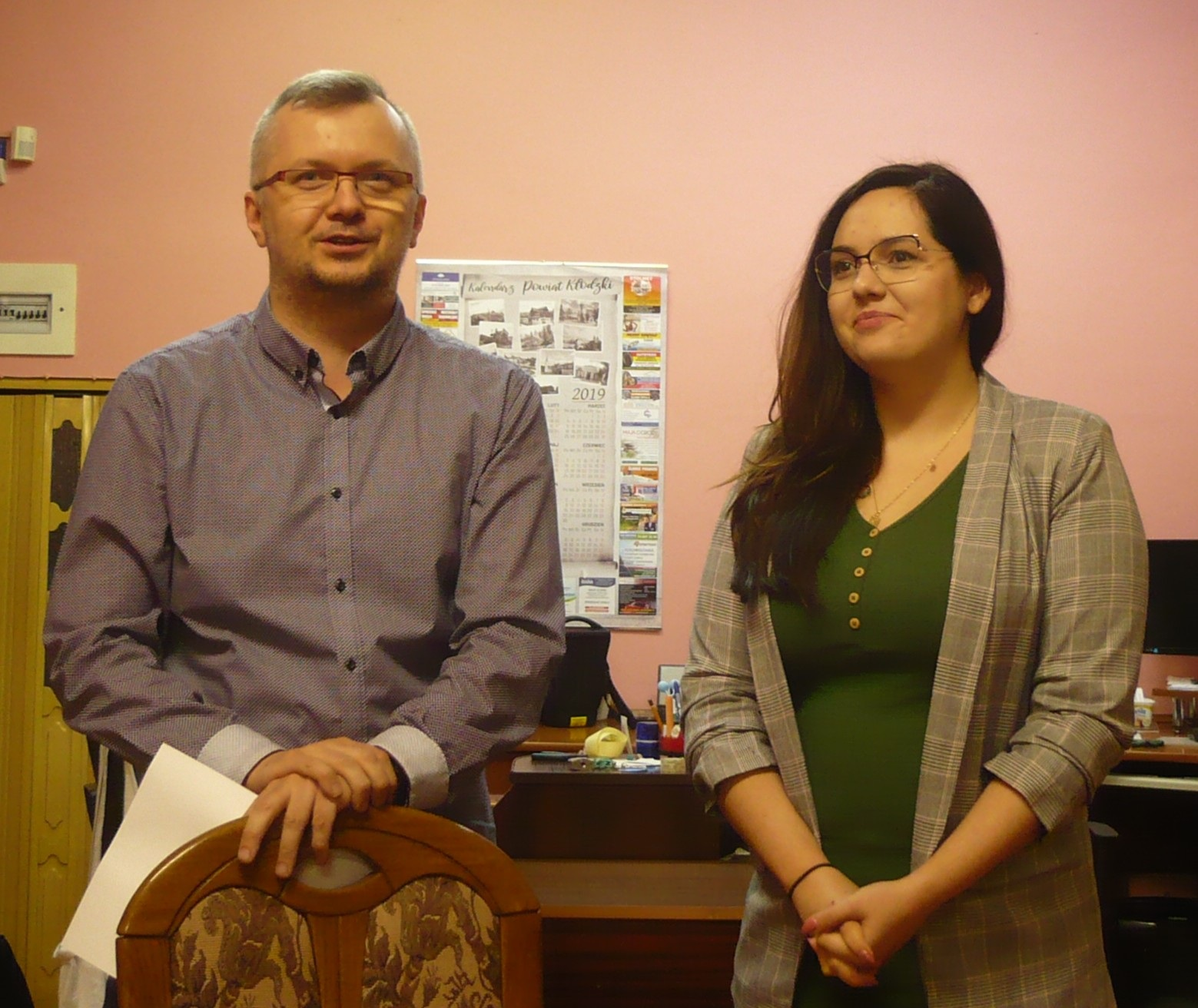
Sylwia Winnik w Nowej Rudzie

Sylwia Winnik (ur. 30 sierpnia 1989 w Ząbkowicach Śląskich) – polska dziennikarka i pisarka.

## Życiorys
Jest absolwentką Wyższej Szkoły Zarządzania i Finansów we Wrocławiu na kierunku politologia i dziennikarstwo. Zadebiutowała w 2018 r. reportażem pisanym na podstawie rozmów ze świadkami historii pt. Dziewczęta z Auschwitz. Pozycja stała się bestsellerem i zdobyła nagrodę roku w plebiscycie na Najlepszą Książkę Roku, organizowanym przez portal Lubimyczytać.pl. W 2019 r. pojawił się reportaż o misjach pokojowych pt. Tylko przeżyć. Prawdziwe historie rodzin polskich żołnierzy. Dzięki niej stała się finalistką plebiscytu Książka Roku LubimyCzytać.pl i zajęła pierwsze miejsce.
Od 2014 r. do momentu debiutu prowadziła blog literacki Czas na Książki. W 2015 r. otrzymała nagrodę czytelników magazynu Fanbook za najlepszy blog literacki i tytuł Książkowego Blogera Roku.
W 2022 r. zadebiutowała w literaturze dziecięcej. Nakładem wydawnictwa Frajda ukazał się pierwszy tom serii Czarny Kot Tymek, czarny kot i zagadki pałacu Marianny, inspirowanej prawdziwymi polskimi zabytkami i ich historią.
Jest pomysłodawczynią i współorganizatorem festiwalu literackiego „Czas na Książki” w swoich rodzinnych Ząbkowicach Śląskich.

## Twórczość
- 2018 Dziewczęta z Auschwitz. Głosy ocalonych kobiet[8]
- 2019 Tylko przeżyć. Prawdziwe historie rodzin polskich żołnierzy[9]
- 2020 Dzieci z Pawiaka[10]
- 2020 Moc truchleje. Opowieści wigilijne 1939-1945[11]
- 2022 Bezmiłość. O czułych wyznaniach w listach, grypsach i wspomnieniach z Majdanka[12]
- 2022 Antologia Rozdzieliła nas wojna, a w tym opowiadanie Nim zakwitną grusze[13]
- 2022 Tymek, czarny kot i zagadki pałacu Marianny[14]
- 2023 Człowiek z bursztynu[15]
- 2023 Tymek, czarny kot i śpiące lwy hrabiego[16]
- 2024 Dobra pani (o Mariannie Orańskiej), Flow Wydawnictwo, Chorzów, 2024. ISBN 978-83-8364-079-2.

## Nagrody
- 2015 – Książkowy Bloger Roku czytelników magazynu literackiego Fanbook za bloga literackiego Czas na Książki i innowacyjne projekty Spacer z książką, Spacer z Autorem[17].
- 2018 – Finalistka Plebiscytu Książka Roku na Lubimyczytać.pl za reportaż Dziewczęta z Auschwitz[18]
- 2019 – Finalistka Plebiscytu Książka Roku na LubimyCzytać.pl za reportaż Tylko przeżyć. Prawdziwe historie rodzin polskich żołnierzy[19]
- 2019 – Główna nagroda w kategorii Ząbkowicki Artysta Roku w dorocznym wyróżnieniu burmistrza Ząbkowic Śl. Ząbkowickie Krzywe Wieże[20]
- 2020 – Książka Roku w Plebiscycie Granice.pl za książkę Moc truchleje. Opowieści wigilijne 1939-1945[21]
- 2022 – Nominacja w kategorii literatura dziecięca za Tymka, czarnego kota i zagadki pałacu Marianny oraz w kategorii literatura faktu za Bezmiłość w plebiscycie Opowiem Ci[22]